# Tresbœuf
Tresbœuf ist eine französische Gemeinde in der Region Bretagne mit 1.235 Einwohnern (Stand: 1. Januar 2022). Sie gehört zum Département Ille-et-Vilaine, zum Arrondissement Redon und zum Kanton Bain-de-Bretagne.

## Geografie
Die Gemeinde grenzt im Nordwesten an Saulnières, im Nordosten an Janzé, im Osten an La Couyère, im Südosten an Lalleu, im Südwesten an La Bosse-de-Bretagne und im Westen an Le Sel-de-Bretagne. Die Hauptsiedlung liegt ungefähr auf 90 Metern über Meereshöhe. Südlich davon befindet sich eine Exklave. Diese ist von den Gemeinden Ercé-en-Lamée im Süden, La Bosse-de-Bretagne im Westen und im Nordwesten und Lalleu im Nordosten und im Norden umgeben.

## Bevölkerungsentwicklung
| Jahr      | 1962 | 1968 | 1975 | 1982 | 1990 | 1999 | 2008 | 2017 |
| --------- | ---- | ---- | ---- | ---- | ---- | ---- | ---- | ---- |
| Einwohner | 977  | 916  | 860  | 856  | 878  | 926  | 1176 | 1255 |

## Sehenswürdigkeiten
- Kirche Saint-Martin. Die künstlerische Verglasung wurde von der zunächst in Nantes, später in Kassel-Wehlheiden tätigen Glasmaler-Werkstatt Ely geschaffen.[1]

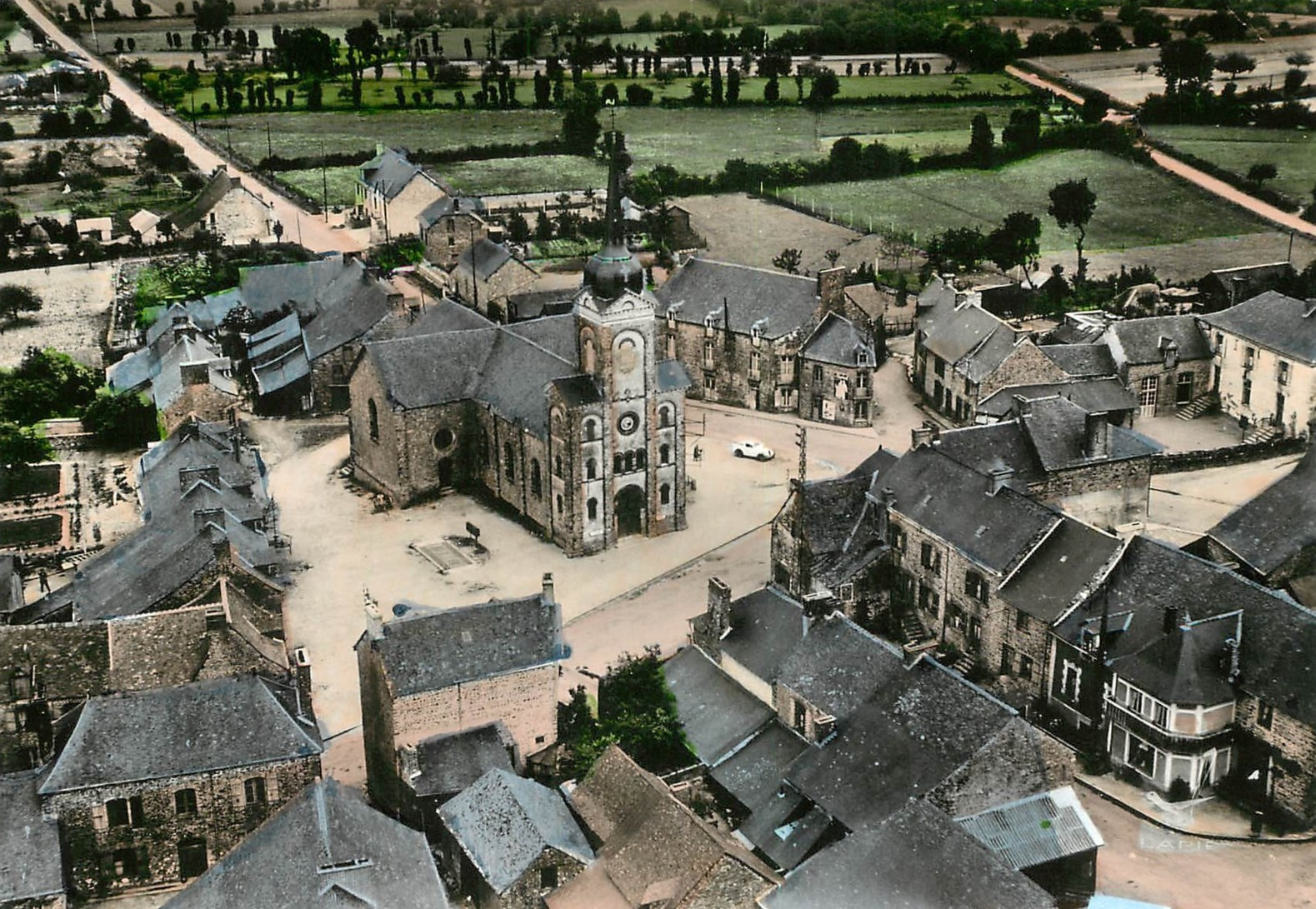
Kirche Saint-Martin